# Assérac

Assérac este o comună în departamentul Loire-Atlantique, Franța. În 2009 avea o populație de 1,773 de locuitori.